# 胡·普赖斯
胡·普赖斯（英語：Huw Price，/hjuː praɪs/，1953年5月17日—）是一位澳大利亚哲学家，现为剑桥大学三一学院哲学教授，主要作品有《时间之矢与阿基米德之点——物理学时间的新方向》（Time's Arrow and Archimedes' Point: New Directions for the Physics of Time）等。